# Chiesa di San Cristoforo (Ossona)
La chiesa di San Cristoforo è la parrocchiale di Ossona, in città metropolitana ed arcidiocesi di Milano; fa parte del decanato di Magenta.

## Storia
La prima citazione di una cappella ad Ossona risale al Basso Medioevo ed è contenuta nel Liber Notitiae Sanctorum Mediolani, in cui si legge che dipendeva dalla pieve di San Vittore di Corbetta.
Nella seconda metà del XVI secolo la chiesa fu dotata delle nuove cappelle di Santa Maria e del battistero. Questo edificio, come si apprende dagli atti relativi alla visita compiuta nel 1567 dall'arcivescovo Carlo Borromeo, era composto da una sola navata e il soffitto dell'aula era a capriate; in quest'occasione il presule ordinò di restaurarlo.
Tra la fine del Cinquecento e l'inizio del secolo successivo la chiesa venne ristrutturata e rimaneggiata; nel 1619 si procedette alla realizzazione della cappella del Santissimo Rosario, mentre tra il 1703 e il 1706 la struttura fu interessata da una parziale ricostruzione.
Nel 1760 l'arcivescovo Giuseppe Pozzobonelli, compiendo la sua visita pastorale, trovò che la parrocchiale aveva alle sue dipendenze gli oratori di San Bartolomeo Apostolo, Santa Maria ad Elisabetta e di San Michele alla Cascina Barco e che i fedeli ammontavano a 779.
La facciata e la torre campanaria vennero rimodellate nel 1783; la parrocchiale fu poi rifatta a partire dal 1832, allorché fu portata a tre navate.
Nel 1879 il precedente castello in legno che sosteneva le campane venne sostituto con uno più moderno costituito da ghisa e ferro; nel 1897 l'arcivescovo Andrea Carlo Ferrari annotò durante la sua visita che a servizio della cura d'anime v'erano il parroco, un coadiutore e un cappellano e che la parrocchiale, in cui avevano sede la confraternita del Santissimo Sacramento e della Beata vergine del Santissimo Rosario, le pie unioni delle Figlie di Maria e di San Luigi e il pio Consorzio di San Giuseppe, aveva come filiali gli oratori di San Bartolomeo, di Santa Maria Elisabetta, di San Luigi al cimitero e di San Michele.
In occasione della nuova suddivisione territoriale dell'arcidiocesi promossa dall'arcivescovo Giovanni Colombo, nel 1971 la chiesa passò dalla soppressa pieve di Corbetta al decanato di Magenta; la parrocchiale venne poi restaurata tra il 1980 e il 1985, mentre tra il 2013 e il 2014 si provvide a ristrutturare il campanile.

## Descrizione

### Esterno
La facciata a capanna della chiesa, che volge a ponente, è scandita da due lesene laterali, sorreggenti il timpano di forma triangolare, e presenta al centro il portale d'ingresso architravato e il bassorilievo ritraente San Cristoforo, inscritto in un grande arco a tutto sesto.
Annesso alla parrocchiale è il campanile a base quadrata, abbellito da paraste angolari; la cella presenta una monofora a tutto sesto ed è coronata dalla cupola poggiante sul tamburo.

### Interno
L'interno dell'edificio è suddiviso da pilastri in tre navate, la centrale delle quali, spartita in quattro campate, è coperta dalla volta a botte lunettata; al termine dell'aula si sviluppa il presbiterio, a sua volta chiuso dall'abside di forma semicircolare.